# Hausu
Hausu (en japonés: ハウス), conocida internacionalmente como House, es una película de terror cómico japonesa de 1977 dirigida y producida por Nobuhiko Obayashi. Conocida por sus efectos psicodélicos, la película trata de una colegiala que viaja con sus seis compañeras de clase a la casa de campo de su tía enferma, donde se encuentran cara a cara con eventos sobrenaturales mientras son devoradas por la casa una por una. La película esta protagonizada en su mayoría por actores aficionados, y solo Kimiko Ikegami y Yōko Minamida tenían alguna experiencia actoral previa notable.
La compañía de la película, Tōhō, se acercó a Obayashi con la sugerencia de hacer una película similar a Tiburón. Influenciado por las ideas de su hija Chigumi, de doce años, Obayashi desarrolló ideas para un guion que fue escrito por Chiho Katsura. Después de que el guion fuera aprobado, la película permaneció en suspenso durante dos años, ya que ningún director de Tōhō quería dirigirla. Sin embargo, Obayashi siguió promocionando la película hasta que el estudio le permitió dirigirla él mismo.
La película fue un éxito de taquilla en Japón, pero recibió críticas negativas por parte de los críticos. Hausu recibió un amplio lanzamiento por parte de Janus Films en 2009 y 2010 en América del Norte, donde recibió críticas más favorables.

## Argumento
En Tokio, Oshare, conocida como Gorgeous (espléndida), una joven quinceañera llamada así por su belleza, tiene planeado pasar las vacaciones de verano con su padre viudo, un rico compositor de cine que ha estado en Italia grabando música para una película. Su padre regresa a casa y sorprende a Gorgeous anunciándole que tiene una nueva pareja: su prometida Ryoko Ema, mucho más joven que él. Esto provoca el descontento en Gorgeous, cuya madre falleció ocho años atrás, respecto a su futura madrastra, por lo que se va a su cuarto y escribe una carta a su tía, a la que no ve desde pequeña, preguntándole si puede visitarla en verano. La tía de Gorgeous contesta la carta concediéndole el permiso para visitarla.
Gorgeous invita a sus seis amigas y compañeras del instituto para señoritas donde estudian, Prof, quien es muy estudiosa y buena resolviendo problemas; Melody, quien tiene afinidad por la música; Kung Fu, quien es atlética además de tener habilidades en artes marciales; Mac, quien es glotona y gusta de comer; Sweet, quien es muy alegre y amable; y Fantasy, una constante soñadora, para que vayan con ella. Al llegar a la casa, las chicas son recibidas por la tía solterona y en silla de ruedas de Gorgeous, a la que le regalan una sandía, que han comprado por el camino en el puesto de un campesino.
Después de un recorrido por la casa, las chicas ponen la sandía en el pozo para mantenerla fría. Más tarde Mac va a por la sandía, unos minutos después Fantasy se pregunta por qué su amiga no ha vuelto y va a buscarla al pozo, donde encuentra la cabeza de Mac, que logra volar por los aires y acaba mordiéndole el trasero, antes de que pueda escapar. Las otras chicas empiezan a encontrarse con trampas sobrenaturales en diferentes áreas de la casa. Una de las chicas observa como la tía entra en el refrigerador averiado para después desaparecer, otras chicas son atacadas o poseídas por objetos en la casa: Gorgeous es poseída después de usar el espejo de su tía, Sweet desaparece tras ser atacada por sábanas y colchones. Las chicas tratan de escapar de la casa, pero después de que Gorgeous salga por una puerta, el resto de ellas quedan encerradas dentro. Buscando la ayuda de la tía para abrir las puertas, encuentran la mano cortada de Mac en un frasco. Melody empieza a tocar el piano para mantener al grupo animado, mientras ellas escuchan a Gorgeous cantando en la planta alta. Mientras Prof y Kung Fu van a investigar, los dedos de Melody son arrancados por el piano, quien termina por devorarla entera.
Arriba, Kung Fu y Prof encuentran a Gorgeous usando un vestido de novia, quien deja el diario de la tía cuando huye de la habitación, Kung Fu va tras ella, solo para encontrar el cuerpo de Sweet atrapado dentro del reloj de pie antiguo. Dominadas por el pánico, el resto de las jóvenes establecen una barricada en la parte superior de la casa, al mismo tiempo que leen el diario. Son interrumpidas por una cabeza gigante de Gorgeous, quien les revela que la tía ha muerto hacía muchos años, esperando a que su prometido volviera de la Segunda Guerra Mundial, y solo ha quedado su espíritu, alimentándose de las jóvenes solteras que llegan a su casa de visita. Las tres chicas son atacadas por objetos en la casa. Prof le grita a Kung Fu que ataque a la gata de la tía, Blanche. Cuando Kung Fu se lanza hacia ella con una patada voladora, es devorada por una lámpara colgante poseída; solo sus piernas logran escapar acertando el golpe en el retrato de Blanche, colgado sobre la pared, y al instante la gata muere físicamente mientras del cuadro emana sangre a chorros, inundando la habitación. Mientras intenta leer el diario, Prof es arrastrada por un frasco dentado al fondo del líquido, donde desaparece disolviéndose en la sangre. Fantasy mira a Gorgeous vestida de novia bajando por las escaleras hasta el descansillo; acostada sobre una tabla, se aproxima a ella remando, de un tirón rasga el blanco vestido, en el reflejo de la sangre es la tía quien lo está vistiendo; Gorgeous abraza a su amiga.
A la mañana siguiente, Ryoko llega a la casa. Gorgeous la recibe vestida con kimono, esta le dice que sus amigas despertarán pronto y con hambre. Sentadas al modo antiguo japonés, se dan la mano, tras un chispazo en los ojos de Gorgeous, Ryoko es pulverizada mientras Blanche camina cerca de ellas.

## Reparto
- Kimiko Ikegami - Gorgeous
- Miki Jinbo - Kung Fu
- Ai Matubara - Prof
- Kumiko Oba - Fantasy
- Mieko Sato - Mac
- Eriko Tanaka - Melody
- Masayo Miyako - Sweet
- Yōko Minamida - La tía
- Kiyohiko Ozaki - Keisuke Tôgô
- Saho Sasazawa - El padre
- Haruko Wanibuchi - Ryoko Ema
- Asei Kobayashi - el granjero de las sandías
- Tomokazu Miura - el prometido de la tía
- Fumi Dan - Profesora del instituto

## Producción

### Desarrollo
Tras el éxito de la película estadounidense Tiburón, el estudio de cine Toho le propuso a Nobuhiko Obayashi desarrollar un guion similar. Para inspirarse, Obayashi compartió ideas con su hija preadolescente, Chigumi Obayashi. Nobumiko hizo esto creyendo que los adultos “solo piensan en cosas que pueden entender… todo lo mantienen en ese nivel de aburrimiento humano” mientras que “los niños tienen ideas que a veces no pueden ser explicadas”. Varias de las ideas de Chigumi fueron incluidas en Hausu, como una persona siendo atacada por su reflejo en el espejo, una sandía que es sustituida por una cabeza humana al sacarla del pozo, y una casa que devora chicas. Chigumi le propuso otras ideas basadas en sus propios miedos infantiles. Estos miedos incluían una pila de futones cayendo sobre ella como si se tratase de un monstruo, un gran reloj de pie muy ruidoso en casa de sus abuelos, y que sus dedos quedasen atrapados entre las teclas del instrumento durante las clases de piano. Nobuhiko compartió estas historias con el guionista Chiho Katsura. Dichas ideas recordaron a Katsura un relato de Walter de la Mare sobre una mujer que es visitada por sus nietas, que termina metiendo en un baúl.
Obayashi incorporó la temática de los bombardeos atómicos de Hiroshima y Nagasaki en el guion. Nacido en Hiroshima, perdió a todos sus amigos de infancia durante estos acontecimientos. Inspirado en dicho evento, centró su trama en la amargura de una mujer por los estragos de la guerra y la inútil espera del regreso de ella de su prometido, convirtiéndola en un espíritu maligno que devora a jóvenes que no habían sido afectadas por la catástrofe. Obayashi y Katsura habían trabajado previamente en un guion titulado Hanatagami antes de ser asignados a la producción de Hausu, lo cual les facilitó el proceso de desarrollar la trama. Obayashi le dio al guion el título de House (en inglés: casa) pensando que un nombre extranjero en una película japonesa sería un tabú.

### Preproducción
Al guion de Hausu se le dio luz verde poco después de ser presentado a Toho. Ningún director de la compañía estaba interesado en dirigirla, ya que sentían que pondría fin a sus carreras. Nobuhiko propuso ser el director, pero fue rechazado debido a que no era miembro del personal de la productora. Hausu no empezó a filmarse hasta dos años después de haber terminado el guion. Toho permitió a Obayashi anunciar que el filme había recibido luz verde, y empezó a promoverla repartiendo tarjetas anunciando el filme. Durante los años 60, Obayashi creó un cortometraje titulado Emotion, el cual fue popular en las universidades y salones de eventos. Admiradores de su trabajo en la televisión y de sus filmes lo ayudaron a promocionar Hausu incluso antes de que entrara en producción. Productos basados en el filme fueron lanzados para su venta, incluyendo un manga, una novelización del guion y una radionovela. La banda sonora fue creada y lanzada antes de que la producción del filme se pusiera en marcha.[cita requerida]

### Casting
La mayoría de los miembros del elenco no tenían una carrera establecida como actores, algunos habían trabajado con el director en anuncios comerciales y películas independientes; Durante la espera de dos años para empezar a rodar, Nobuhiko dirigió varios comerciales y empezó a buscar a las siete chicas que serían las protagonistas de su filme entre las modelos empleadas. Las actrices con más experiencia fueron Kimiko Ikegami y Yoko Minamida; esta última era su amiga desde la grabación de anuncios comerciales para la marca Calpis. Minamida había trabajado la mayor parte del tiempo en teatro y televisión, por lo que estaba preocupada por el perfil de los papeles que conseguiría después de interpretar a una mujer mayor, pero aun así decidió aceptar el papel. El cantante Kiyohiko Ozaki, quien interpretó al Sr. Togo en el filme, fue incorporado al elenco ya que compartía el pasatiempo de montar a caballo con su amigo Nobuhiko. Otros personajes fueron interpretados por miembros del equipo y familiares; por ejemplo, la hija de Obayashi, Chigumi interpreta a la niña de la zapatería, y el diseñador de producción al zapatero.
Asei Kobayashi, quien también trabajó con el director en anuncios comerciales para televisión, contribuyó con interpretaciones de piano para la banda sonora. Kobayashi quiso darle oportunidad a gente joven para que contribuyera en el filme, por esto sugirió a Mickie Yoshino y su banda Godiego para componer algunas canciones basadas en las piezas de piano de Asei.

### Rodaje
Obayashi recordó que su productor le dijo que el estudio Toho estaba cansado de perder dinero en películas comprensibles, y que estaban dispuestos a dejar a Obayashi dirigir el guion de Hausu, que consideraban incomprensible. Después del éxito de la radionovela basada en el guion, el estudio dio luz verde para empezar con la producción. Obayashi recibió un permiso especial para dirigir la película a pesar de no ser parte del personal de Toho.
Hausu fue filmada en uno de los sets de grabación más grandes de la productora, donde Obayashi rodó sin contar con un guion gráfico durante un periodo de aproximadamente dos meses. Obayashi describe la actitud en el set como bastante optimista ya que era común cantar y realizar juegos de preguntas con las chicas protagonistas. A pesar de la diversión durante el rodaje, los miembros del equipo de Toho sintieron que el filme era una tontería. La actuación de las siete chicas era pobre en opinión del director, que las trataba de dirigir verbalmente; este empezó a hacer sonar la banda sonora de la película durante el rodaje, lo que cambió la manera de interpretar de las chicas, ya que se sentían inspiradas por la música. La actriz Kimiko Ikegami se sintió incómoda con una escena donde participaba con un desnudo. Para evitar su incomodidad, Yoko Minamida también se despojó de sus prendas. Después de que Obayashi vio desnuda a Minamida, incluyó una escena de desnudo para ella que no estaba originalmente en el guion.
Nobuhiko tenía experiencia con efectos especiales ya que había trabajado con ellos en anuncios comerciales para televisión,  por lo que él mismo junto al camarógrafo fueron los encargados de supervisar los efectos especiales visuales para el filme. Obayashi tomó la decisión de que estos tuvieran a propósito una apariencia surrealista, como si un niño los creara. Para la escena donde el personaje de Ai Matsubara desaparece bajo la sangre, el director la mantuvo suspendida, desnuda, arrojando baldes de pintura azul sobre ella para crear un efecto croma, que una vez editado produciría un efecto de desvanecimiento ante la cámara. El resultado de muchos de estos efectos sería desconocido hasta que el filme estuviera completo. Obayashi declaró que algunos de los efectos no resultaron como él los había imaginado.

## Banda sonora
La banda sonora de la película fue creada y lanzada antes de la producción de la película. Asei Kobayashi, quien trabajo con Obayashi en sus comerciales televisivos, contribuyó con las piezas para piano de la banda sonora de la película. Kobayashi consideró que los más jóvenes deberían contribuir a la banda sonora de la película y sugirió que Mickie Yoshino y su banda Godiego deberían contribuir con canciones basadas en las piezas para piano de Yoshino.
La cantante Ken Narita tocó la armónica de blues en la canción "Hungry House Blues" y también contribuyó con la voz en "House Love Theme".
Todos los temas arreglados por Mickie Yoshino y producidos por Yoshino con Asei Kobayashi.
| House (Original Motion Picture Soundtrack) |                                           |          |  |
| N.º                                        | Título                                    | Duración |  |
| 1.                                         | «House Main Theme»                        | 3:51     |  |
| 2.                                         | «Buggy Boogie»                            | 4:54     |  |
| 3.                                         | «Hungry House Blues»                      | 6:15     |  |
| 4.                                         | «Eat»                                     | 3:15     |  |
| 5.                                         | «Sweet Dreams of Days Gone By»            | 1:58     |  |
| 6.                                         | «A Letter in the Past»                    | 2:43     |  |
| 7.                                         | «Cherries Were Made for Eating»           | 3:22     |  |
| 8.                                         | «Eat Eat»                                 | 3:55     |  |
| 9.                                         | «In the Evening Mist»                     | 2:27     |  |
| 10.                                        | «Oriental Melon Man»                      | 3:15     |  |
| 11.                                        | «Eat Eat Eat»                             | 0:51     |  |
| 12.                                        | «House Love Theme» (featuring Ken Narita) | 5:32     |  |
| 42:24                                      |                                           |          |  |

## Lanzamiento
Hausu fue estrenada el 30 de julio de 1977 en Japón, donde fue distribuida por Toho. Originalmente fue estrenada como programa doble con la película romántica Pure Hearts in Mud. Toho no esperaba que Hausu fuera exitosa, pero el filme resultó ser un éxito comercial, siendo popular especialmente entre el público juvenil. Hausu no fue transmitida oficialmente en los Estados Unidos hasta que los derechos de distribución fueron adquiridos por Janus Films para ser lanzada en DVD como parte de su línea Eclipse, la cual fue originalmente concebida para ser etiquetada como un apartado de filmes de culto lanzado por The Criterion Collection.
Muy pronto Janus empezó a recibir peticiones de programar la cinta en diferentes cines. Entonces empezó una pequeña gira para proyectarla en diferentes lugares, incluyendo dos funciones agotadas en el Festival de Cine Oriental de Nueva York en 2009. En enero de 2010, una remasterización de la película fue proyectada a lo largo de Estados Unidos por Janus, siendo su primera aparición en el IFC Center de Nueva York.
Hausu fue lanzada en DVD bajo la etiqueta Masters of Cinema en el Reino Unido. El disco incluía contenido adicional como entrevistas con los miembros del elenco y un tráiler de la película. Hausu fue lanzada por Criterion en DVD y Blu-ray el 26 de octubre de 2010. Esta edición incluía un "detrás de las cámaras", entrevistas con el elenco, el cortometraje del director titulado Emotion de 1966; un video de apreciación por parte del director Ti West, y un tráiler promocional.

## Acogida
El filme no obtuvo muchas reseñas en su estreno original en Japón. La recepción entre los críticos japoneses que reseñaron el filme fue negativa. Nobuhiko Obayashi ganó el premio Listón Azul por mejor nuevo director en 1978 por Hausu. En las muestras de cine por Norteamérica, el filme empezó a recibir críticas favorables. En el periódico New York Times se publicó la siguiente crítica: "el señor Obayashi ha creado un verdadero sueño febril en el filme, uno en el que la imaginación femenina joven – la de su hija, Gorgeous o ambas – produce resultados memorables". The Seattle Times dio a Hausu 3 de 4 estrellas, expresando que el filme “lo que le falta de magia técnica, lo compensa con creces con maquillaje e ingenuidad juguetona, inyectando efectos cursis en escenarios escandalosamente estilizados”. La revista Slant Magazine dio al filme tres de cuatro estrellas llamándola “brillante, desconcertante, ridícula e imposible de ver a partes iguales”. El periódico The New York Post le dio al filme tres y media estrellas de cuatro, alabando la originalidad del filme, comparándola con el trabajo del director Dario Argento y Guy Maddin. IndieWire incluyó a Hausu en su lista de “filmes de casas embrujadas que vale la pena discutir” llamándola “el baño de sangre más alegre en la historia del cine”.
Richard Whittaker de The Austin Chronicle dio a Hausu una reseña mixta, diciendo “sorpresivamente hay muy poco que recomendar de House como filme. Pero como una experiencia, bueno, esa es otra historia”. Michael Atkinson de The Village Voice dio al filme una reseña mixta, opinando: “la cultura popular japonesa contemporánea hace que la falta de sentido comparándola con House parezca pintoresca… aunque actúa como un híbrido retardado entre Rocky Horror y Whispering Corridors, es, momento a momento su propio estilo de película bulliciosa”. Tom Russo de The Boston Globe otorgó a la cinta dos de cuatro estrellas, opinando que filmes de Sam Raimi y Peter Jackson han intentado estilos similares con mejor éxito.

## Legado
En los años posteriores a su estreno, Hausu adquirió gradualmente seguidores y se volvió un clásico de culto. El portal de reseñas Rotten Tomatoes muestra un índice de aprobación del 90% de 43 críticos, una calificación promedio de 7,50/10, que proporciona el consenso: «Hausu es un collage alegremente demente de risas de Grand Guignol y secuencias extrañas». Según el crítico y académico de cine Jasper Sharp, la película logró "recapturar a un público más joven que se creía perdido ante la televisión y Hollywood".
Hausu ha sido incluido en múltiples listas por varios medios de comunicación. En 2009, la revista japonesa de filmes Kinema Junpo puso a Hausu en el puesto 160 de 200 en su lista de mejores filmes japoneses. Rotten Tomatoes la colocó en el puesto 115 según su puntuación promedio de revisión, en su lista de las 200 mejores películas de terror de todos los tiempos. Screen Rant clasificó la película en el puesto 9 en su lista de las 16 mejores películas de terror japonesas de todos los tiempos. Bloody Disgusting incluyó la película entre las 20 mejores películas de terror de casas embrujadas de todos los tiempos, afirmando que la película "lleva el concepto de casa encantada a extremos extravagantes".